# 英語⟨wh⟩的發音
英語中二合字母<wh>的發音一直在演變中，直到今天依然如此，不同地區，不同口音之間發音也有差別。目前最常見的發音爲/w/，和獨立單詞首字母<w>一致。但是在蘇格蘭、愛爾蘭和美國南部等地方言中，它依然保留了傳統的發音/hw/，大致聽起來像清濁音w [ʍ]。/hw/在大部分現代英語語音中都演化爲/w/，這個歷史過程稱做wine-whine合流，也被稱爲半元音簡化。
在圓脣元音前，中古英語經歷了另一種簡化，這導致了who、whom等單詞中的<wh>現在讀作/h/，how在更早的時候經歷了類似的音變。

## 早期的历史
英語中的<wh>來源於原始印歐語的輔音*kʷ，相應的輔音在拉丁語和羅曼語族中寫作<qu>。在日耳曼語族中，根據格林定律，印歐語清輔音大多演化爲了清擦音。因此，圓脣軟颚塞音*kʷ在前原始日耳曼語中先演化爲圓脣軟颚擦音*xʷ ，之後可能在原始日耳曼語中演變爲清圓脣軟颚近音*[ʍ]。哥德語中的hwair即爲這個讀音，古英語這個音寫作<hw>。中古英語中這個音寫作<wh>，但是讀音依然爲[ʍ]。
因爲原始印歐語疑問詞通常都以*kʷ開頭，所以英語疑問詞（比如who、which、what、when、where）通常以<wh>開頭，how是個例外，後面再作解釋。

## 圓脣元音出現之前的發展
早在圓脣元音（比如/uː/、/oː/）出現之前，/h/從古英語開始即有一個圓脣化趨勢，以至於聽起來像是/hw/。因此有些單詞開頭的/hw/漸漸也讀爲/h/並寫作h，比如how，它在原始日耳曼語寫作*hwō，古英語中寫作hū。
圓脣元音大概在15世紀出現於中古英語，這之前/h/在一些方言中經歷了類似的圓脣化，有一些以/h/開頭的單詞，漸漸開頭也寫作<wh>，比如whole、whore。之後不管來源於/h/還是/hw/，/hw/在很多方言中又經歷了去圓脣化過程，演變爲/h/，也有一些方言中，退化爲/w/，比如肯特郡方言home讀作/woʊm/。還有一些單詞，由於/hw/後接不圓脣元音，在古英語中沒有簡化爲/h/，但是這些元音到了中古英語時期均變爲了圓脣元音，因此這些/hw/也經歷了去圓脣化過程：
- who – 古英語hwā，現代英語/huː/
- whom – 古英語hwǣm，現代英語/huːm/
- whose – 古英語hwās，現代英語/huːz/

不像how，這些單詞音變發生在寫法固定爲<wh>開頭之後，因此依然寫作<wh>。

## wine-whine合流

圖中所示的区域爲美国东南部地區//hw//和//w//口音反差最大的地區. 在美國其他大多数地區這兩個發音已經合流。

/hw/由清圆唇软颚近音[ʍ]演化爲濁圓唇軟顎近音[w]的過程稱爲wine-whine合流。John C. Wells稱這個過程爲半元音簡化。之後<wh>與<w>的發音不再有區別，比如這些單詞wine/whine、wet/whet、weather/whether、wail/whale、Wales/whales、wear/where、witch/which變爲了同音詞。絕大部分英語方言均有該合流現象。
在英格蘭、威爾士、西印度群島、南非、澳大利亞等地和新西蘭年輕一代口語中，該合流已經完成。在蘇格蘭、愛爾蘭大部分地區和新西蘭老一輩口語中該合流還未發生。
在美國和加拿大，大約83%的人已經完成了該合流。
該合流現象大約最早出現在13世紀的英格蘭南部，但直到18世紀晚期，這種讀音纔開始被受過教育的人羣接受，但是社會大衆早已不歧視這種口音。標準英音可能認爲<wh>讀/hw/更優雅，但這也是說話人刻意爲之，而不是最自然的方式。